# Reggenza di Luwu Orientale
La reggenza di Luwu Orientale (in indonesiano: Kabupaten Luwu Timur) è una reggenza dell'Indonesia, situata nella provincia di Sulawesi Meridionale.